# California State Polytechnic University - Pomona

Het CLA-gebouw (Classroom, Laboratory & Administration) is een herkenbaar futuristisch gebouw op de campus van Cal Poly Pomona

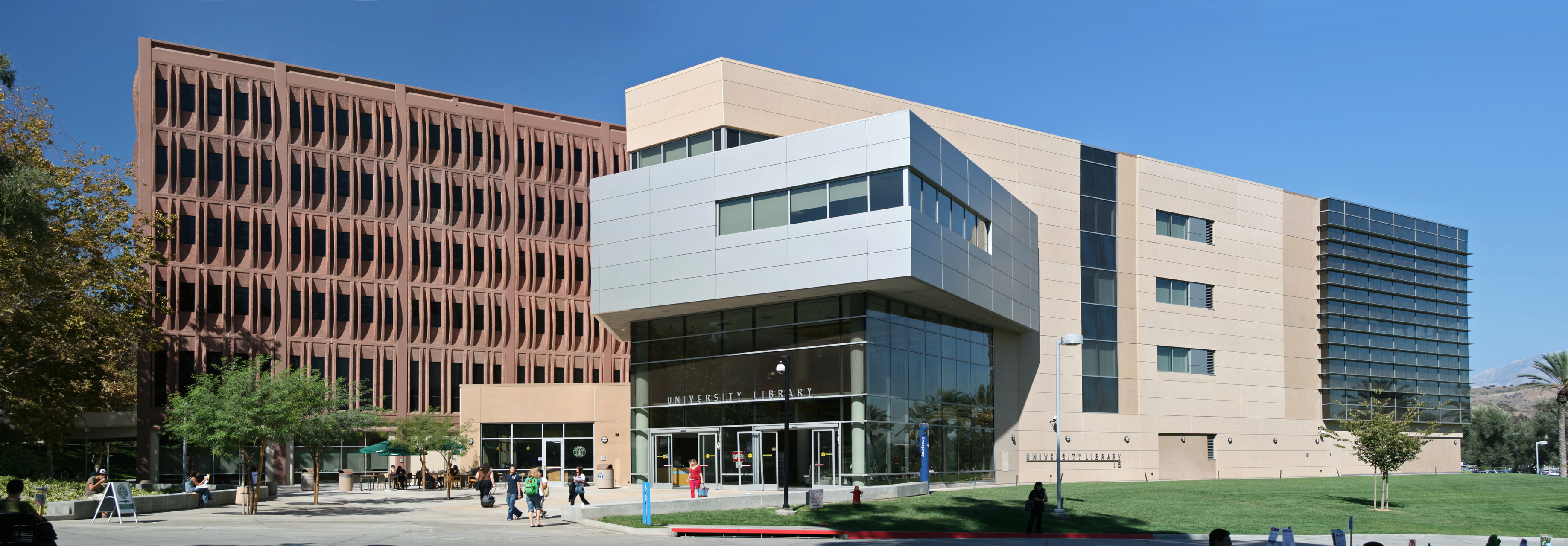
De gerenoveerde centrale bibliotheek

De California State Polytechnic University - Pomona, kortweg Cal Poly Pomona, is een Amerikaanse openbare technische universiteit in de Californische stad Pomona in Los Angeles County. Het is een van de twee technische universiteiten in het California State University-systeem, dat in totaal 23 universiteiten omvat. De universiteit begon als een satellietcampus van Cal Poly in San Luis Obispo.
Cal Poly Pomona is de oudste CSU-universiteit in de omgeving van Los Angeles County. Tegenwoordig zijn er acht campussen in het systeem in of rond Los Angeles County: Channel Islands, Dominguez Hills, Fullerton, Long Beach, Los Angeles, Northridge, Pomona en San Bernardino. Daarnaast zijn er nog veel andere openbare en particuliere universiteiten in de stad, zoals Caltech, UCLA, Pepperdine en de University of Southern California.

## Onderwijs
De universiteit is georganiseerd in zeven academische colleges, een college voor voortgezet onderwijs en een professioneel college. Het aggregaat van deze instellingen biedt in totaal 65 majors aan, 20 masterdiploma's en 13 onderwijscertificaten.

### Scholen en colleges
- College of Agriculture
- College of Business Administration
- College of Education and Integrative Studies
- College of Engineering
- College of Environmental Design
- College of Letters, Arts, and Social Sciences
- College of Science
- College of the Extended University
- Collins College of Hospitality Management

## Alumni
Enkele bekende alumni van de universiteit zijn:
- Dave Mirra, BMX'er en zakenman
- Wilber Pan, zanger en acteur
- Hilda Solis, Amerikaans minister van arbeid
- Forest Whitaker, acteur